# Três Tavernas
Três Tavernas (em latim: Tres Tabernae) foi uma antiga vila do Lácio, na Itália, e estação de parada da via Ápia na qual a estrada principal foi cruzada pelo braço que dirigia-se a Âncio. Pensa-se que estava a 3 metros a sudeste da atual Cisterna di Latina, pouco antes da via Ápia entrar nos Pântanos Pontinos, no ponto onde a atual estrada para Norma e Norba vira a nordeste e onde existem algumas ruínas. É também possível, por sua vez, que estivesse onde Cisterna está, pois era ali que um ramal rodoviário de Âncio via Sátrico se une à via Ápia.
Três Tavernas é melhor conhecida como o local onde os amigos de São Paulo encontraram-se em sua jornada para Roma. Em 307, o imperador Valério Severo (r. 305–307) foi capturado e aprisionado ali pelo usurpador Magêncio (r. 306–312) e seu pai Maximiano antes de ser assassinado em março ou abril. Três Tavernas tornou-se uma sé episcopal, mas foi unida a Velitras em 592.